# Neymar Jr. (personagem)
Neymar Jr. é um personagem de histórias em quadrinhos baseado no jogador de futebol de mesmo nome, criado pelo cartunista brasileiro e criador da Turma da Mônica, Mauricio de Sousa.
Ao comparecer ao 10º Curta Santos – Festival de Cinema de Santos em setembro de 2012, ocasião em que também estava presente Neymar Jr., Mauricio de Sousa afirmou que o personagem não se limitaria às páginas dos gibis e poderia (como de fato aconteceu) ganhar desenho animado para a televisão e ter distribuição fora do país:
| “ | Quero ver se até fevereiro lançamos a revistinha. Estamos também planejando desenhos animados para TV e esperamos até mesmo, no futuro, partir para um desenho longa-metragem. Queremos fazer um bom trabalho, e que não vai ficar só no Brasil. O projeto que temos com o Neymar prevê distribuição mundial. | ” |

## Criação
Passados quase dois anos desde as primeiras ideias sobre a concepção do personagem até seu desenho final, o lançamento do primeiro gibi de Neymar Jr. batizado Um garoto de talento, aconteceu em 18 de abril de 2013, na Vila Belmiro, e contou com a presença do jogador e de seu pai, também personificado nas histórias juntamente com a irmã e a mãe do jogador.
Nesse encontro foram exibidas as primeiras imagens oficiais do personagem que estaria nas bancas no final daquele mesmo mês.
Nesta oportunidade, Mauricio de Sousa reforçou que o personagem tem por objetivo passar uma mensagem direcionada aos jovens entre 7 a 11 anos, público alvo das histórias do personagem:
| “ | Quando o Neymar surgiu lá no começo jogando eu disse que ele era o próximo (personagem). Eu já tinha feito o Pelezinho, o Ronaldinho e faltava o Neymarzinho. Falei com o pai dele e foi o contrato mais rápido da minha história. Estamos planejando o produto para o mundo, não só história em quadrinho, mas produtos e principalmente valores que eu quero passar para os jovens. | ” |

## Características
No prefácio do primeiro gibi, Mauricio de Sousa descreve alguns aspectos que norteiam o personagem e denotam sua inspiração:
| “ | Neymar Jr. veio vindo, veio chegando. Veio para dominar a mais perfeita das formas: a esfera. Ou a bola. Não com luta, nem com força, mas com instinto, raça, determinação e alegria. | ” |

A imagem do personagem também ajuda a divulgar o trabalho feito em outras causas, como em uma imagem em que apoia a preservação das nascentes do Pantanal, uma causa ambiental alavancada pelo personagem Chico Bento em uma animação.
Outro exemplo é uma ação no Dia Nacional de Combate ao Câncer Infantil em parceria com o GRAACC na qual “Neymarzinho” e outros personagens de Mauricio de Sousa estão carequinhas e passam uma mensagem de apoio no combate dessa difícil doença. O jogador divulgou a ação em sua página oficial e redes sociais e por meio do personagem transmitiu uma mensagem voltada às crianças: "Olha eu carequinha! Para lembrar que criança com câncer tem que curtir a infância como qualquer criança. Tô com o GRAACC”, afirmou Neymar Jr.

## Gibis
- N° 01 – Neymar Jr. – Um garoto de talento
- N° 02 – Neymar Jr. – A bola e o coelho
- N° 03 – Neymar Jr. – Tem vizinho novo no prédio
- N° 04 – Neymar Jr. – Deixa eu fazer o trabalho
- N° 05 – Neymar Jr. – Voltando pra casa
- N° 06 – Neymar Jr. – Operação pinguim
- N° 07 – Neymar Jr. – O mago ranzinza
- N° 08 – Neymar Jr. – Natal de craque
- N° 09 – Neymar Jr. – A caçadora de notícias
- N° 10 – Neymar Jr. – O sereio
- N° 11 – Neymar Jr. – Apuros submarinos
- N° 12 – Neymar Jr. – Quem é o craque do bairro?
- N° 13 – Neymar Jr. – É coisa de coelho
- N° 14 – Neymar Jr. – O menino que morava na baleia
- N° 15 – Neymar Jr. – A pequenina sereia
- N° 16 – Neymar Jr. – O pezinho quente
- N° 17 – Neymar Jr. – A loucutora

## Animações
Em 28 de junho de 2014, por conta da Copa do Mundo FIFA, realizada no Brasil, a Mauricio de Sousa Produções em parceria com a Nickelodeon, canal distribuído pela Viacom Brasil, estreou seis curta-metragens de animação durante os intervalos comerciais.
Contando com cerca de um minuto de duração cada, os desenhos trazem o personagem em situações que visam estimular a prática de esportes entre as crianças, o respeito entre torcidas e a amizade. Segundo Jimmy Leroy, VP de Conteúdo da Viacom Brasil:
| “ | É muito importante passarmos mensagens positivas para as crianças. Não só durante a Copa, mas no ano todo, elas precisam entender que o futebol é um esporte divertido e não violento. Aceitar que nem todos torcem pelo mesmo time é um passo importante para compreender as diferenças entre as pessoas e conviver pacificamente | ” |

No mesmo ano, foram lançadas as séries  "Pelezinho em: Planeta Futebol", passando normalmente durante os comerciais do Discovery Kids e Ronaldinho Gaucho's Team, produzida pelo estúdio italiano GIG Italy Entertainment e exibida pelo canal Gloob.
Algumas das animações exibidas na televisão também estão disponíveis no canal da Nickelodeon na internet:

### Apresentação – "Neymar Jr."
Vídeo de apresentação do personagem Neymar Jr, o personagem aparece fazendo várias atividades e passa sua mensagem "Jogamos todos no mesmo time."

### 01 –Dedicação
A animação começa com o personagem “Neymarzinho” treinando batida de faltas com alguns objetos (caixas, latas, escada, vassoura, bota) como barreira, a cada tentativa ele chega mais perto de fazer um gol. Após muitas tentativas ele começa a acertar todos os chutes no gol. Na sequência aparece ele sofrendo uma falta no jogo, na cobrança de falta ele faz um bonito gol. E o Neymar Jr. passa sua mensagem “Talento é muito importante, mas sem disciplina e dedicação não adianta nada. ”

### 02 –Um por Todos e Todos por Um
A animação se passa num jogo de futebol e começa com a narração de um lance do jogo que começa com a goleira Ivana lançando a bola para Jô que está avançando para o campo adversário e toca para Caniço que correndo com a bola passa por dois e passa para Tiquinho recebe a bola e passa para Neymar Jr. que mata no peito e faz um lance bonito e faz um lindo gol, quando todos se juntam para comemorar e Neymar Jr. passa sua mensagem “No esporte e na vida ninguém faz nada sozinho, todos são importantes para chegar a um objetivo comum.”

### 03 –Paz nos Campos
A animação tem início com dois amigos brigando porque torcem por times diferentes. O Neymar Jr. interrompe a briga e diz que dois parceiros não podem brigar e que o futebol é uma festa, uma diversão e as brigas só estragam esta festa e a briga não faz com que os times melhorem e o ele destaca que uma amizade vale muito mais. Os amigos fazem as pazes e o Neymar Jr. passa sua mensagem “O esporte serve para unir as pessoas e não separar amigos. ”

## Premiações

### Prêmio Colunistas Promo Norte e Nordeste 2014
Categoria: Ação Promocional para Varejo Bronze: "Vila do Neymar Jr", da INVENT e Maurício de Sousa Produções e Nr Sports para Shopping Iguatemi Salvador. Direção de Criação: Kleber Kruschewsky. Planejamento: Tainá Corongiu. Redação: Matheus Tapioca. Direção de Arte: Amanda da Mota. Ilustração 3d: Amanda da Mota, Ilustração: Cyntia Carneiro e Maurício de Sousa. Produção Executiva: Yasmin Celine. Atendimento: Fabiane Maimone. Cenografia: Da20 Cenografia. Aprovação: Izabel Ciacci.